# Dash Snow
Dash Snow (eigentlich Dashiell A. Snow; * 27. Juli 1981 in New York City; † 13. Juli 2009 ebenda) war ein US-amerikanischer Künstler, bekannt für seine Fotografie, Collagen und skulpturalen Installationen.

## Leben
Dash Snow war der Sohn von Taya Thurman (einer Halbschwester von Uma Thurman) und deren früheren Ehemann Chris Snow. Als Urenkel von Dominique de Ménil und John de Ménil stammte er aus einer berühmten amerikanischen Mäzenaten-Dynastie, von der er sich früh abwandte. Er lebte bereits als Jugendlicher auf der Straße.

## Wirken
Die im New Yorker Untergrund entstandenen Polaroid-Aufnahmen gelten neben seinem Wirken in der Graffiti-Szene als Beginn seiner Künstlerkarriere. Die sehr spontan wirkenden Aufnahmen zeigen vornehmlich Jugendliche beim Sex, Drogenkonsum oder als Teilnehmer lustvoll inszenierter Gewaltorgien im öffentlichen Raum. Als wichtige Figur der Bowery School aus der New Yorker Lower East Side begann er 2005 seine Fotografien zu verkaufen. Bereits im April 2006 führte das Wall Street Journal sein Werk in einer Liste für vielversprechende Investments im Kunstmarkt. Außerhalb der Vereinigten Staaten stellte er vor allem in Berlin aus.

## Tod
Dash Snow starb an einer Überdosis Heroin im Lafayette House, einem Hotel in Manhattan. Durch seinen Tod im Alter von 27 Jahren wird er zum Klub 27 gezählt.